# Manfred Kizito
Manfred Kizito (ur. 14 marca 1980 w Kampali) – rwandyjski piłkarz grający na pozycji pomocnika. W swojej karierze rozegrał 19 meczów w reprezentacji Rwandy.

## Kariera klubowa
Swoją karierę piłkarską Kizito rozpoczął w klubie Military Police FC. W sezonie 1999 zadebiuował w jego barwach w pierwszej lidze ugandyjskiej. W latach 2001–2003 był piłkarzem klubu Villa SC. Trzykrotnie wywalczył z nim mistrzostwo Ugandy w sezonach 2001, 2002 i 2003 oraz zdobył Puchar Ugandy w 2002 roku. W latach 2004–2006 występował w APR FC. Dwukrotnie został z nim mistrzem Rwandy w sezonach 2005 i 2006 oraz wicemistrzem w sezonie 2004. Zdobył też Puchar Rwandy w 2006 roku. W latach 2007–2010 grał w Atraco FC, w którym zakończył karierę. W sezonach 2008/2009 i 2009/2010 był z nim wicemistrzem Rwandy, a w 2009 roku zdobył z nim krajowy puchar.

## Kariera reprezentacyjna
W reprezentacji Rwandy Kizito zadebiutował 5 czerwca 2004 w przegranym 0:2 meczu eliminacji do MŚ 2006 z Nigerią, rozegranym w Abudży. Od 2004 do 2007 wystąpił w kadrze narodowej 19 razy.